# Estación La Carlota (Mitre)
La Carlota es una estación ferroviaria ubicada en la ciudad del mismo nombre, en el Departamento Juárez Celman, Provincia de Córdoba, Argentina.

## Servicios
La estación corresponde al Ferrocarril General Bartolomé Mitre de la red ferroviaria argentina. Presta servicios de cargas por la empresa Nuevo Central Argentino.